# Michel Porasso
Michel Porasso (20 de agosto de 1891 - 6 de agosto de 1944) foi um ginasta monegasco. Participou dos Jogos Olímpicos de Verão de 1920, na cidade de Antuérpia, Bélgica. Ficou no 12° lugar no individual geral masculino.